# Buttwil
Buttwil é uma comuna da Suíça, no Cantão Argóvia, com cerca de 1.159 habitantes. Estende-se por uma área de 4,61 km², de densidade populacional de 251 hab/km². Confina com as seguintes comunas: Bettwil, Boswil, Geltwil, Hämikon (LU), Muri, Müswangen (LU), Schongau (LU). 
A língua oficial nesta comuna é o Alemão.